# Le Mesnil-Théribus

Le Mesnil-Théribus este o comună în departamentul Oise, Franța. În 1 ianuarie 2022 avea o populație de 776 de locuitori.